# Мавлютово (Мишкинский район)
Мавлютово (баш. Мәүлит) — деревня в Мишкинском районе Республики Башкортостан Российской Федерации. Входит в состав Мавлютовского сельсовета.

## География
Стоит на реке Большой Иняк.
Сборник статистических сведений по Бирскому уезду (1899 год) так описывал деревню Мавлютова Кизганбашевской волости:
«расположена на низменном холмистом месте, в средине владения, в 40 верстах от г. Бирска. Население: мещеряки-собственники, в числе 54 ревизских душ. Земля в одном участке. Пашня по небольшим холмам со склоном к востоку и западу. Распахана давно и сильно выпахана. Почва: желто-бурый твердый суглинок, глубиною до 5 вершков. Подпочва — бурая глина с песком. Удобрение практикуется. В селении 20 веялок. Огороды разводятся. Выгон присельный. Сенокос суходольный, при речке Иняк, которая не разливается. Сеном обходятся. Лес в общем владении с другими деревнями. Избы топят дровами».

### Географическое положение
Расстояние до:
- районного центра (Мишкино): 15 км,
- центра сельсовета (Татарбаево): 4 км,
- ближайшей ж/д станции (Загородная): 143 км.

## История
В «Списке населённых мест по сведениям 1870 года», изданном в 1877 году, населённый пункт упомянут как деревня Мавлютова 5-го стана Бирского уезда Уфимской губернии. Располагалась при речке Большом Иняке, по левую сторону Сибирского почтового тракта из Уфы, в 43 верстах от уездного города Бирска и в 21 версте от становой квартиры в деревне Суслова. В деревне, в 25 дворах жили 121 человек (57 мужчин и 64 женщины, мещеряки). Жители занимались земледелием, скотоводством.

## Население
| 2002 | 2009 | 2010 |
| ---- | ---- | ---- |
| 16   | ↘5   | ↗23  |

Национальный состав
Согласно переписи 2002 года, преобладающая национальность — татары (94 %).

## Инфраструктура
Личное подсобное хозяйство с зоной сельскохозяйственного использования, индивидуальная застройка усадебного типа.
Основа экономики — сельское хозяйство.
По подворной переписи крестьянских хозяйств Бирского уезда 1914 года деревня Мавлютова, входившая в Иштыбаевское сельское общество, проживали башкиры, коренные собственники, в 49 дворах в с населением 132/145 мужчин и женщин. Обеспечение наличной и купчей землёю по хозяйствам без аренды: хозяйств без земли — 0; до 3 десятин −0; от 3 до 5 десятин — 0; 5-10 десятин −14; 10-15 десятин −0; 15-20 десятин −19; 20-30 десятин −7; 30-40 десятин −8; и свыше 40 десятин −1 хозяйство. Распределение хозяйств по размерам землепользования, включая арендованную землю: не пользующихся землёй −0; с землепользованием до 3 десятин −0; от 3 до 5 десятин −0; 5-10 десятин −16; 10-15 десятин −5; 15-20 десятин −12; 20-30 десятин −8; 30-40 десятин −7; и свыше 40 десятин −1 хозяйство. Общее количество скота на всё селение: 563 голов. Распределение наличных хозяйств по лошадям: безлошадных −3; с 1 рабочей лошадью — 17; с 2 рабочими — 7; с 3 рабочими — 12; 4 и более — 10 хозяйств. Распределение наличных хозяйств по коровам: без коров — 6; с 1 коровой — 15; с 2 коровами −13; с 3 и более −15 хозяйств. Распределение наличных хозяйств по скотине в целом: без всякого скота — 2; с одним мелким скотом — 0; с одним крупным скотом −4; с крупным и мелким скотом −43 хозяйства. Пчеловодство: не занимались
Побочные промыслы: из 1 двора 1 работник

## Транспорт
Деревня доступна автотранспортом. Остановка общественного транспорта «Мавлютово».